# Нищий студент (оперетта)
«Нищий студент» (нем. Der Bettelstudent) — оперетта в трёх актах австрийского композитора Карла Миллёкера, наиболее известное его произведение.

## История
Авторами либретто стали Рихард Жене и Камилло Вальцель (последний обычно выступал под псевдонимом F. Zell). В основу либретто была положены сюжеты двух популярных пьес: «Свадьбы Фернанды» (Les noces de Fernande) французского драматурга Викторьена Сарду (1878) и «Лионская красавица» (The Lady of Lyons) английского драматурга Эдварда Бульвер-Литтона (1838). Первоначально либреттисты предложили «Нищего студента» Иоганну Штраусу, но тот предпочёл другое их либретто (для оперетты «Ночь в Венеции»).
Миллёкер, в отличие от Штрауса, одобрил либретто «Нищего студента». Первая постановка состоялась 6 декабря 1882 года в венском театре  «Ан дер Вин». «Нищий студент» стал одной из наиболее успешных венских оперетт в истории, выдержав более 5000 представлений только в Германии и Австрии. Классический русский перевод либретто выполнил Николай Эрдман, стихи перевели Абрам Арго и Яков Галицкий (автор стихов к песне «Синий платочек»).
Оперетта была неоднократно экранизирована. В 1955 году в СССР был записан радиомонтаж оперетты, с участием Владимира Канделаки, Тамары Янко, Елены Швецовой, Николая Белугина.

## Основные действующие лица
| Персонаж                                              | Имя в оригинале     | Голос         |
| ----------------------------------------------------- | ------------------- | ------------- |
| Симон Рыманович, студент                              | Symon Rymanowicz    | тенор         |
| Ян Яницкий, студент                                   | Jan Janicki         | тенор         |
| Лаура Новальска                                       | Laura Nowalska      | сопрано       |
| Бронислава, сестра Лауры                              | Bronislava Nowalska | сопрано       |
| Графиня Пальматика Новальска, мать Лауры и Брониславы | Palmatica Nowalska  | меццо-сопрано |
| Граф Богумил Малаховский, кузен Пальматики            | Bogumil Malachowski | бас           |
| Полковник Оллендорф, губернатор Кракова               | Ollendorf           | бас           |
| Энтерих, тюремщик                                     | Enterich            | баритон       |

## Сюжет
Действие оперетты происходит в 1704 году в польском городе Кракове. В это время королём Польши был саксонский курфюрст Август Сильный, но многие поляки предпочитали Станислава Лещинского. Губернатор Кракова, полковник Оллендорф, попытался поцеловать Лауру Пальматика, но был отвергнут и вдобавок получил за чрезмерную назойливость веером по физиономии. Оскорблённый полковник поклялся жестоко отомстить. Мать Лауры, графиня Пальматика, ранее заявила, что мужем Лауры может стать только поляк благородного происхождения. Оллендорф освобождает из тюрьмы двух нищих студентов-простолюдинов, Симона и Яна, участников патриотического движения против саксонского короля, взяв с них слово, что они подыграют задуманной им интриге. Затем он знакомит их с семейством Пальматика, выдав за миллионера и его секретаря.
Небогатая графиня радушно встречает Симона, который влюбляется в Лауру и пользуется взаимностью, а Ян покоряет сердце Брониславы, сестры Лауры. Не желая более поддерживать обман Оллендорфа, Симон незадолго до свадьбы пишет графине письмо, где признаётся, что он не миллионер. Оллендорфу удаётся уговорить графиню не вскрывать письмо до окончания бракосочетания. Затем полковник сам открывает собравшимся скандальную истину и наслаждается свершившейся местью. Симона с позором изгоняют из дома.
Ян объявляет, что он участвует в патриотическом заговоре с целью возведения на престол Станислава Лещинского. Оллендорф предлагает ему 200 тысяч талеров за информацию о местопребывании мятежного герцога Казимира. Симон выдаёт себя за Казимира и дурачит Оллендорфа до тех пор, пока заговорщики не добиваются своей цели. Король Станислав щедро вознаграждает друзей и возводит их в графское достоинство. Все препятствия на пути к счастью двух пар преодолены.

## Музыкальные номера
Первый акт
- Ach unsre Lieben sperrte man ein (хор)
- Und da soll man noch galant sein – Ach ich hab' sie ja nur auf die Schulter geküßt: — Куплеты и вальс Оллендорфа
- Die Welt hat das genialste Streben — Вступительный дуэт Симона и Яна
- O Juchheissa, hurra! Die Messe beginnt (ансамбль)
- Einkäufe machen sollten wir eigentlich — Трио Лауры, Брониславы и графини
- Das ist der Fürst Wybicki
- Bravo! Bravo! Es geht ganz famos (ансамбль)
- Ich knüpfte manche zarte Bande
- Finale Act I

Второй акт
- O Einen Mann hat sie (hab' ich) gefunden — Второе трио Лауры, Брониславы и графини
- O Durch diesen Kuß sei unser Bund geweiht! — Дуэт Яна и Брониславы
- Soll ich reden, darf ich schweigen? – Ich setz' den Fall — Дуэт Симона и Лауры
- Glückliche Braut! Dir strahlet hell das Leben (ансамбль)
- Mit Geld und guten Worten: Вторые куплеты Оллендорфа
- Klinget, Feierglocken, klinget!
- Trinkt uns zu, trinkt uns zu
- Tempo di Mazur
- Heidahi, heidaha! Sind wer och nich invidiert...
- Finale Act II

Третий акт
- Lumpen, Bagage, Bettelstudent!
- Der Fürst soll nur ein Bettler sein: Introduction – Бронислава с хором
- Ich hab' kein Geld, bin vogelfrei — Куплеты Симона
- Still, man kommt! – Dort steht der Patron!
- Die halbe Stunde ist vorbei
- Jetzt lach' ich jeglicher Gefahr (ансамбль)
- Finale

## Экранизации
См. полный список: 
- 1927: Германия (немой фильм).
- 1931: Великобритания.
- 1936: Германия. с Марикой Рёкк.
- 1956: ФРГ, с Эльмой Карловой.
- 1957: ГДР, под названием «Мазурка любви» (Mazurka der Liebe ).
- 1961: Австрия, ФРГ (телефильм).
- 1980: ФРГ (телефильм). Партию Оллендорфа пел Иван Ребров.